# 須原発電所 (長野県)

1919年（大正8年）から1939年（昭和14年）にかけて存在した大同電力による木曽川水力発電事業の経緯と発電所位置図

須原発電所（すはらはつでんしょ）は、長野県木曽郡大桑村大字殿にある関西電力株式会社の水力発電所である。木曽川本川にある発電所の一つ。
形式は水路式発電所で、最大出力1万800キロワットにて運転されている。1922年（大正11年）に運転を開始した。中部山岳地帯の電源開発に関する近代産業遺産群の一つとして経済産業省の「近代化産業遺産」に認定（2007年度）されている。

## 設備構成
須原発電所は導水路により落差を得て発電する水路式発電所である。最大使用水量36.17立方メートル毎秒・有効落差34.90メートルにより最大1万800キロワットを発電する。
1922年の建設当初は木曽川を横断する取水堰があり、その右岸に取水口を設けていたが、1932年（昭和7年）の洪水で一部が決壊したため取水堰を撤去し、750メートル上流にある桃山発電所放水口まで水路を伸ばして桃山発電所より直接取水するよう改められた。沈砂池は1か所設置。
取水口から上部水槽につながる導水路は総延長3,845.7メートル。その大部分（2,356.5メートル）がトンネルであり、他の部分は開渠・暗渠・水路橋で構成される。水路勾配は桃山発電所付近で2,000分の1、その他区間で1,500分の1。
水槽から水車発電機へと水を落とす水圧鉄管は、長さ63.5メートルのものを2条設置。水車発電機は2組あり、水車は立軸単輪単流渦巻フランシス水車を採用、発電機は容量5,700キロボルトアンペア・周波数60ヘルツのものを備える。放水口は下流に位置する大桑発電所の取水口に直結している。
発電所建屋は組積造（煉瓦造）で、総面積は431.4平方メートル。

## 歴史

### 水利権獲得と発電所建設

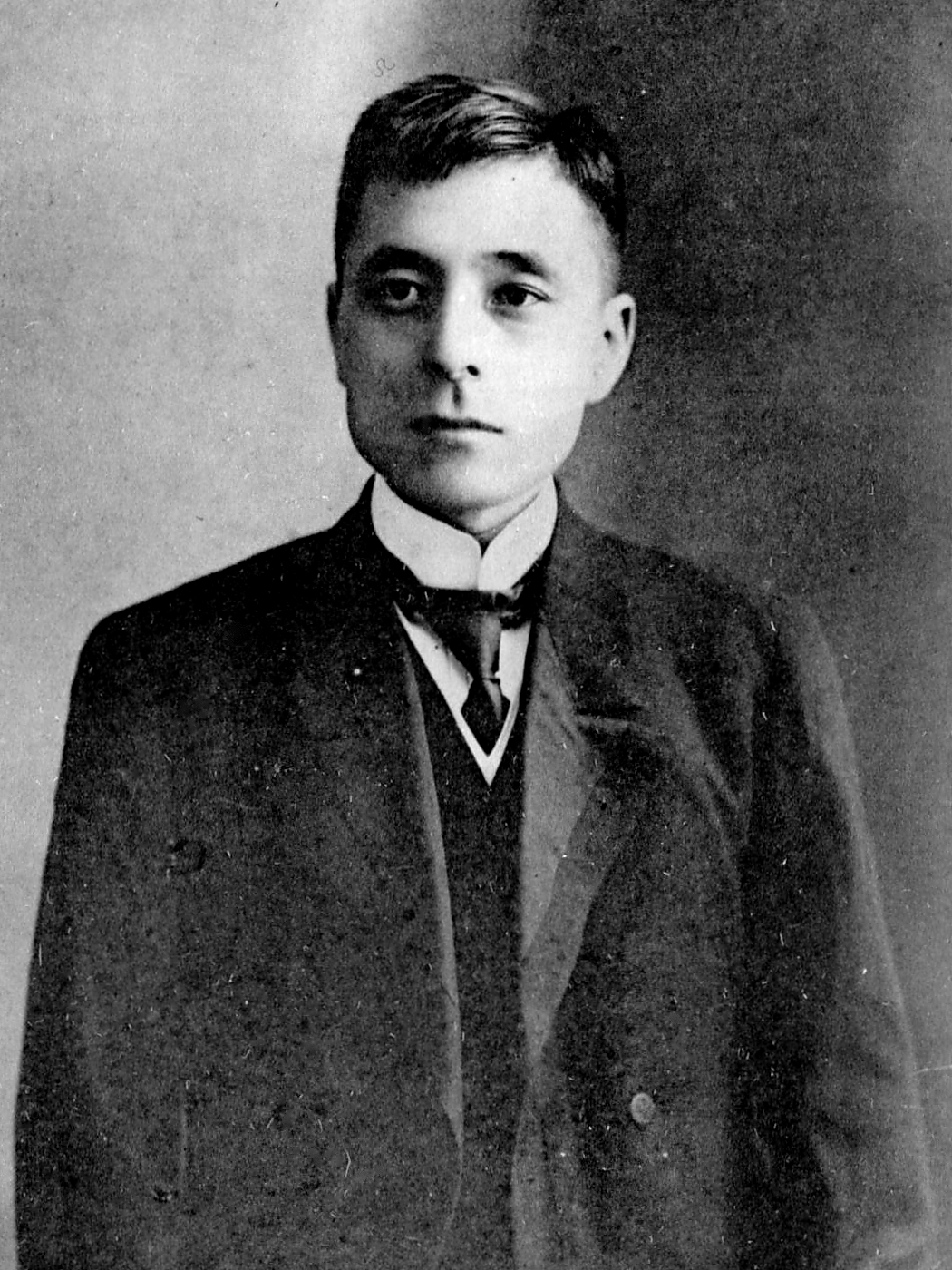
名古屋電灯・木曽電気製鉄・大同電力社長福澤桃介

須原発電所付近にて最初に水利権を獲得したのは関清英を代表とするグループで、その許可は1907年（明治40年）4月にさかのぼる。この水利権は翌1908年（明治41年）3月に名古屋電力（当時木曽川八百津発電所を建設中）へと譲渡され、さらに合併によって1910年（明治43年）10月、明治・大正期における名古屋市の電力会社名古屋電灯に引き継がれた。「駒ヶ根」地点と呼ばれたこの水利権は、木曽川のうち福島町（現・木曽町）から駒ヶ根村（現・上松町）を経て大桑村へ至る区間が引用区間であったが、1910年7月の計画見直しで「駒ヶ根」と「大桑」の2地点に分割された。
水利権の獲得程度に留まっていた木曽川中流部の開発計画が具体化されるのは、後年「電力王」と呼ばれた実業家福澤桃介が名古屋電灯の経営を掌握してからである。「駒ヶ根」地点については、まず1915年（大正4年）10月、使用水量を既許可の500立方尺毎秒（13.91立方メートル毎秒）から800立方尺毎秒（22.26立方メートル毎秒）へと増加する申請を行う。さらに翌1916年（大正5年）6月には引用区間を見直して「駒ヶ根」地点を「大桑第一」地点へと改め、設計変更を出願した。そして1917年（大正6年）11月、使用水量800立方尺毎秒にて「大桑第一」地点の水利権許可を得た。
水利権の許可後、1918年（大正7年）9月に名古屋電灯から開発部門が木曽電気製鉄（後の木曽電気興業）として独立したため、「大桑第一」地点の水利権も同社へと移されている。さらに1921年（大正10年）2月、木曽電気興業は合併によって大同電力となった。大同電力による実施計画策定の過程で、「大桑第一」地点は水路が長くなりすぎるとして上流の「駒ヶ根」地点（後に細分化され「寝覚」「桃山」地点）と下流の「須原」地点に再分割された。
この「須原」地点の開発は1921年（大正10年）に実行に移され、須原発電所として翌1922年（大正11年）7月に竣工、運転を開始した。当初の使用水量は1,200立方尺毎秒（33.39立方メートル毎秒）で、発電所出力は9,200キロワット。スイス・エッシャーウイス製水車とアメリカ合衆国・ウェスティングハウス・エレクトリック製発電機を備えた。また送電線は竣工にあわせて名古屋方面への路線が完成、さらに翌1923年（大正12年）12月には構内に新設の須原変電所から大阪へと至る大阪送電線も竣工した。

### 建設後の変遷

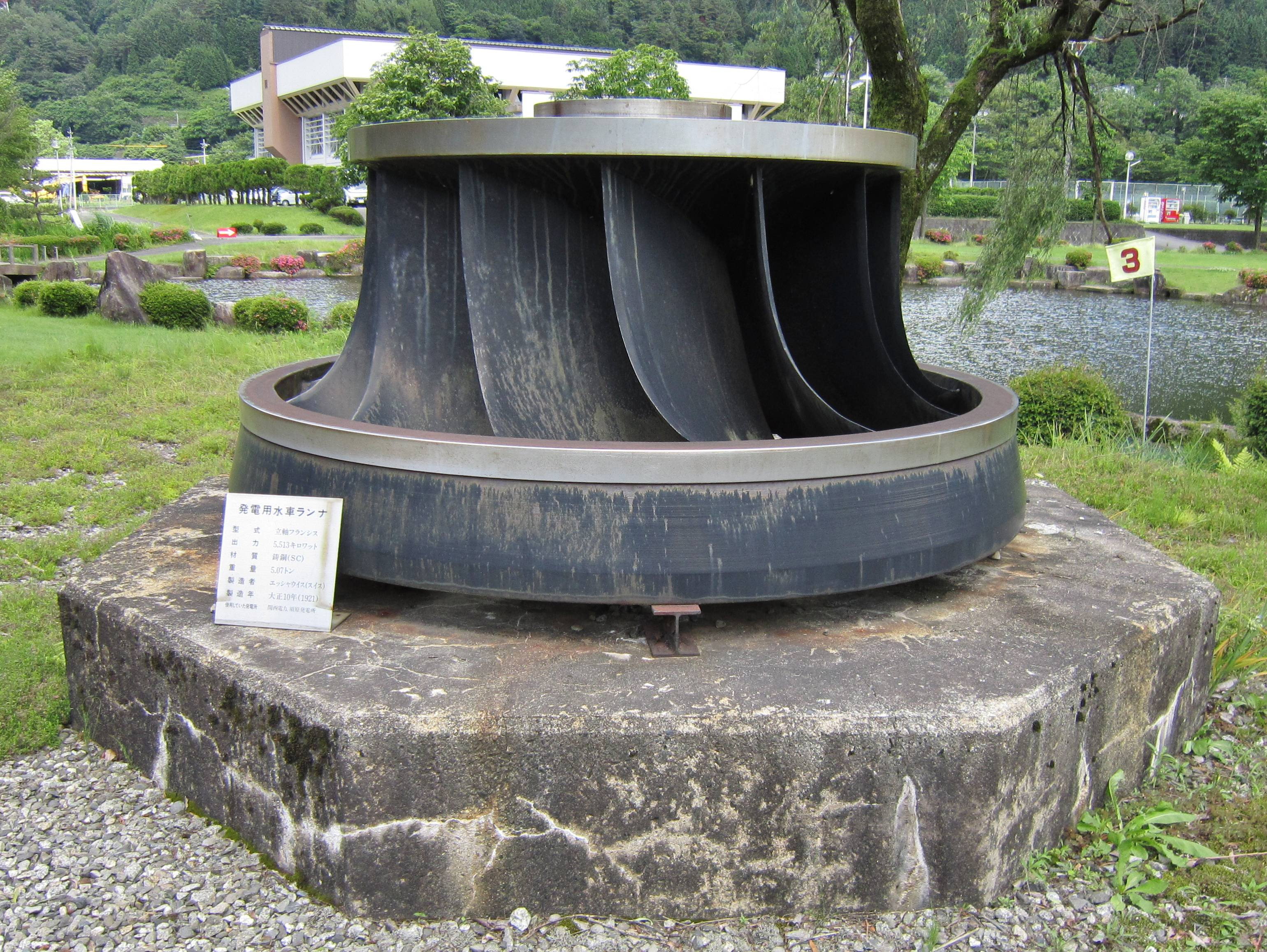
大桑村スポーツ公園で保存されている須原発電所の旧水車ランナ（エッシャーウイス製）

1932年（昭和7年）7月4日、須原発電所では取水堰が洪水被害により一部決壊した。その復旧に際して取水堰を廃止し、約750メートル上流の桃山発電所放水口まで水路を延長するという形で工事が実施された。これにより、須原発電所は桃山発電所の放水をそのまま取水する発電所になっている。改修と同時に使用水量を1,300立方尺毎秒（36.17立方メートル毎秒）に増量することとなり、1933年（昭和8年）8月にその許可を得た。水量増加と同時に発電所出力も1万キロワットへ引き上げられている。
発電所の周波数設定は60ヘルツであるが、関東地方向けの電源に故障・異常渇水などが発生した際に須原発電所を関東送電用に投入できるよう設備を50ヘルツ・60ヘルツ両用に改修する周波数変更工事が1937年（昭和12年）11月に完成した。周波数変更は調速機の部品を一部取り替えるだけで可能となったが、水車能力低下や発電機電圧低下などに制限されるため、50ヘルツ運転時の発電所出力は880キロワット減の最大9120キロワットに制限される。
1939年（昭和14年）4月1日、電力国家管理の担い手として国策電力会社日本発送電が設立された。同社設立に関係して、大同電力は「電力管理に伴う社債処理に関する法律」第4条・第5条の適用による日本発送電への社債元利支払い義務継承ならびに社債担保電力設備（工場財団所属電力設備）の強制買収を前年12月に政府より通知される。買収対象には須原発電所など14か所の水力発電所が含まれており、これらは日本発送電設立の同日に同社へと継承された。
太平洋戦争後、1951年（昭和26年）5月1日実施の電気事業再編成では、須原発電所はほかの木曽川の発電所とともに供給区域外ながら関西電力へと継承された。日本発送電設備の帰属先を発生電力の主消費地によって決定するという「潮流主義」の原則に基づき、木曽川筋の発電所が関西電力所管となったことによる。

### 木曽発電所による再開発

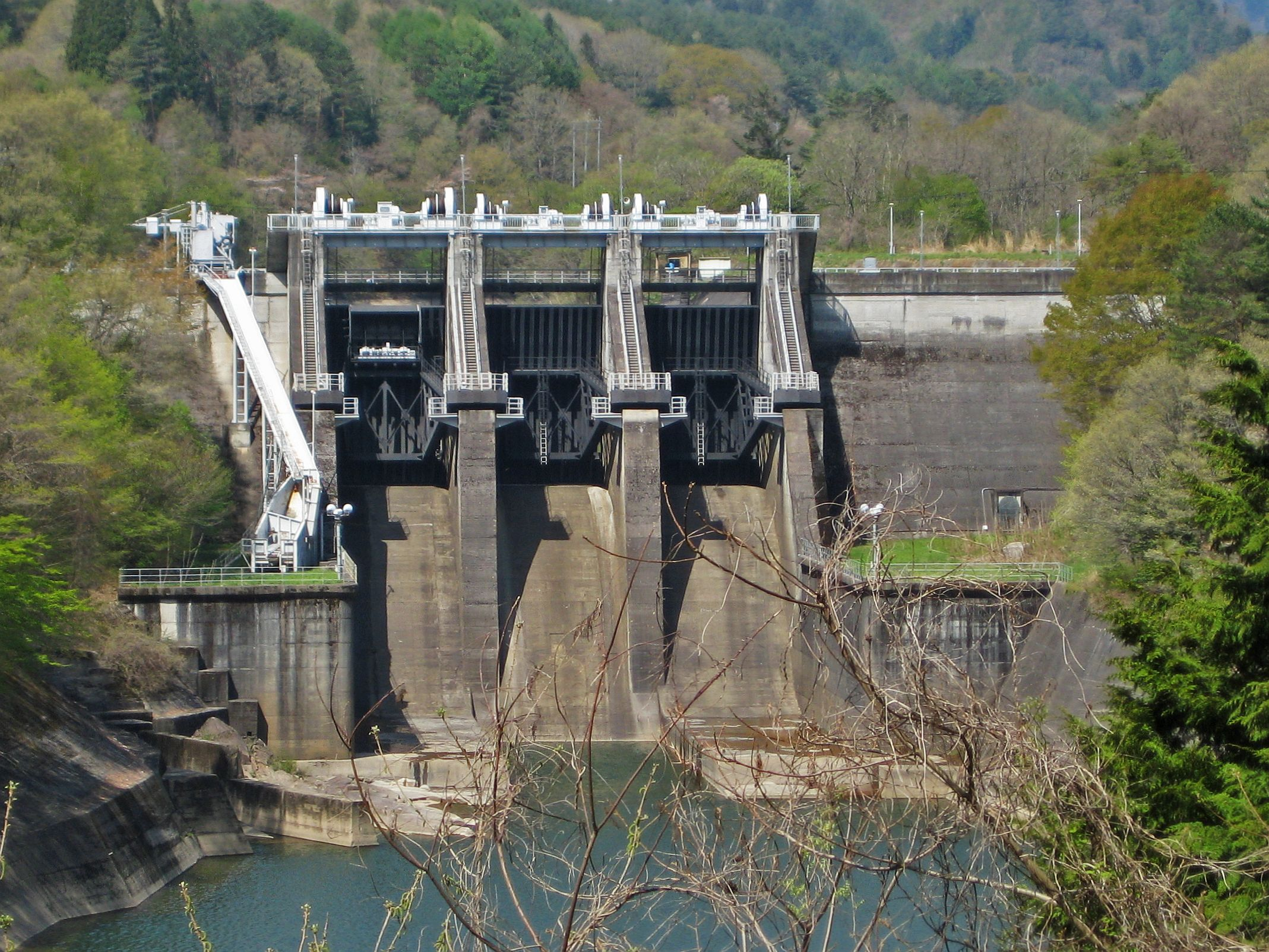
木曽ダム

関西電力発足後、木曽川中流部においては再開発が進められ、下流側から山口発電所（1957年）・読書第二発電所（1960年）が相次いで建設された。これに続いて、中流部の水路式発電所5か所（寝覚・上松・桃山・須原・大桑）に関する再開発が計画され、この区間における河川利用率を向上させるとともに尖頭負荷発電所として運用させるべく、木曽ダムならびに木曽発電所（出力11万6,000キロワット）の建設が進められ、1968年（昭和43年）に竣工した。ダムは木曽川との合流点直上の王滝川に位置し、水路は既設発電所群の水路の山側（西側）を通って大桑発電所直上に設けられた放水口に至る。また建屋は、当初計画では大桑発電所の直上にて半地下式で建設される予定であったが、実際には須原発電所寄りの位置に地下式発電所として設置された。
その後1990年代に入ると、木曽川水系の発電所では1992年度より老朽化設備のリフレッシュ工事が始められ、その一環として須原発電所においても1996年（平成8年）1月に更新工事が竣工、使用水量は従前と同一ながら発電所出力が800キロワット増強された。更新後の水車は日立製作所製。更新以後発電所出力は1万800キロワットとなっている。